# Działoszyce
Działoszyce ist eine Stadt in Polen in der Woiwodschaft Heiligkreuz.

## Geographie
Die Stadt liegt an der Nidzica etwa 45 Kilometer nordöstlich von Krakau und 60 Kilometer südlich von Kielce. An die Gemeinde grenzt im Süden die Woiwodschaft Kleinpolen.

## Geschichte
Der Ort Działoszyce entstand an einer Handelsroute von Schlesien über Krakau nach Lemberg. 1220 wurde hier bereits aus Steinen eine Kirche errichtet. Der Krakauer Bischof Iwo Odrowąż weihte sie dem Heiligen Florian. Am 23. August 1409 verlieh der polnische König Władysław II. Jagiełło dem Ort das Stadtrecht nach Magdeburger Recht. Dieses Recht wurde in den folgenden Jahrhunderten mehrfach bestätigt. Bei der Dritten Teilung Polens im Jahr 1795 wurde Działoszyce Teil Österreichs. Mit der Bildung des Herzogtums Warschau wurde die Stadt 1807 Teil desselben und 1815 Teil Kongresspolens. Unter anderem 1668, 1732 und 1846 wüteten Brände in der Stadt. 1902 vernichtete ein Brand etwa zwei Drittel von Działoszyce. Im Ersten Weltkrieg wurde die Stadt von verschiedenen Kriegsparteien besetzt. Die Österreicher schlossen die Stadt für ihre Militärtransporte an das Schienennetz nach Miechów an. Nach dem Weltkrieg wurde die Stadt Teil des wiedererrichteten Polen. Bereits am Anfang des Zweiten Weltkriegs, am dritten Tag des Überfalls auf Polen, wurde die Stadt von der Wehrmacht angegriffen und am 7. September 1939 besetzt. Bis 1945 unterstand Działoszyce dem Generalgouvernement im Distrikt Krakau, Kreishauptmannschaft Miechów. Am 2. September 1942 zwang die Gestapo alle Juden der Stadt und der Umgebung, sich auf dem Marktplatz zu versammeln. Von dort wurden die etwa 10.000 Juden nach Miechów und von dort aus weiter in Konzentrationslager deportiert. Im Juli 1944 brachen in der Gegend von Działoszyce Kämpfe zwischen den deutschen Besatzern und den Bauernbataillonen (Bataliony Chłopskie) sowie der Polnischen Heimatarmee (Armia Krajowa) aus. Ende des folgenden Monats hatten die Deutschen die Gegend wieder unter ihre Kontrolle gebracht. Am 18. Januar 1945 marschierte die Rote Armee in die Stadt ein. Einen Tag später wurde die Stadt ein letztes Mal bombardiert.

### Einwohnerentwicklung
1703 besaß Działoszyce 810 Einwohner, die in 102 Häusern lebten. 1820 war die Bevölkerung auf 1692 angewachsen, davon waren 436 Christen und 1256 Juden. Die Zahl stieg in der Folgezeit zunächst kontinuierlich an. So waren es 1857 3000, 1879 5170 und 1899 5740 Einwohner. Der Anteil der Juden in der Stadt war stets sehr hoch und betrug 1899 4673. 1921, in der Zwischenkriegszeit, betrug die Einwohnerzahl 6765, wovon 1127 Christen waren. In der Stadt gab es in dem Jahr 494 Wohngebäude. 1942, nachdem die Juden der Stadt in Konzentrationslager deportiert worden waren, betrug die Einwohnerzahl Działoszyce kaum 2000. Ein Jahr nach Ende des Zweiten Weltkrieges lebten in der Stadt 2506 Menschen. Diese Zahl sank bis 1958 auf 1750 und 1961 lebten 1836 Menschen in Działoszyce.

## Kultur und Sehenswürdigkeiten
- Die Kirche zur Heiligen Dreifaltigkeit stammt aus dem 15. Jahrhundert.
- Die Synagoge wurde 1852 errichtet.

## Gemeinde
Die Stadt-und-Land-Gemeinde Działoszyce verfügt über eine Fläche von 105,48 km², auf welcher etwa 5.600 Menschen leben.

## Wirtschaft und Infrastruktur
Verkehr:
Durch Działoszyce führt die Droga wojewódzka 768, welche südöstlich in Skalbmierz und nördlich in Jędrzejów mündet. Der nächste internationale Flughafen ist der Flughafen Johannes Paul II. Krakau-Balice etwa 50 Kilometer südwestlich von Działoszyce.

## Persönlichkeiten
- Aba Lewit (1923–2020), Überlebender des Holocaust und Zeitzeuge